# Comuna Horobiivka, Sribne
Horobiivka (în ucraineană Горобіївка) este o comună în raionul Sribne, regiunea Cernihiv, Ucraina, formată din satele Horobiivka (reședința) și Tocene.

## Demografie
Componența lingvistică a comunei Horobiivka
     Ucraineană (98,94%)
     Alte limbi (0,88%)
Conform recensământului din 2001, majoritatea populației comunei Horobiivka era vorbitoare de ucraineană (98,94%), existând în minoritate și vorbitori de alte limbi.